# Liste der Kulturdenkmale in Eggenstein-Leopoldshafen
In der Liste der Kulturdenkmale in Eggenstein-Leopoldshafen sind Bau- und Kunstdenkmale der Gemeinde Eggenstein-Leopoldshafen verzeichnet, die im „Verzeichnis der unbeweglichen Bau- und Kunstdenkmale und der zu prüfenden Objekte“ des Landesamts für Denkmalpflege Baden-Württemberg verzeichnet sind. Dieses Verzeichnis ist nicht öffentlich und kann nur bei „berechtigtem Interesse“ eingesehen werden. Die folgende Liste ist daher nicht vollständig und beruht auf anderweitig veröffentlichten Angaben.

## Liste

### Eggenstein
(Quelle: )
| Bild           | Bezeichnung                                                | Lage                                  | Datierung | Beschreibung | ID |
| -------------- | ---------------------------------------------------------- | ------------------------------------- | --------- | ------------ | -- |
| Weitere Bilder | Evangelische Pfarrkirche St.-Vitus-und-Modestus Eggenstein | Eggenstein, Kirchenstraße (Karte)     | um 1500   |              |    |
|                | Heimathaus Eggenstein                                      | Eggenstein, Ankerberg 8 (Karte)       | um 1600   |              |    |
|                | Bahnhof Eggenstein                                         | Eggenstein, Jahnstraße 2 (Karte)      |           |              | BW |
|                |                                                            | Eggenstein, Bahnhofstraße 1 (Karte)   |           |              | BW |
|                | Hauptstraße 27 (Blume)                                     | Eggenstein, Hauptstraße 27 (Karte)    |           |              | BW |
|                | Hauptstraße 37 (Torbogen mit Fußgängerpforte)              | Eggenstein, Hauptstraße 37 (Karte)    |           |              | BW |
|                | Hauptstraße 52                                             | Eggenstein, Hauptstraße 52 (Karte)    |           |              | BW |
|                | Ehemalige Mühle                                            | Eggenstein, Kirchenstraße 7 (Karte)   | 1822?     |              |    |
|                | Evangelisches Pfarramt                                     | Eggenstein, Kirchenstraße 16 (Karte)  |           |              | BW |
|                | Schlossergasse 3                                           | Eggenstein, Schlossergasse 3 (Karte)  |           |              | BW |
|                | Schlossergasse 5                                           | Eggenstein, Schlossergasse 5 (Karte)  |           |              | BW |
|                | Schlossergasse 7                                           | Eggenstein, Schlossergasse 7 (Karte)  |           |              | BW |
|                | Schlossergasse 9                                           | Eggenstein, Schlossergasse 9 (Karte)  |           |              | BW |
|                | Schützenstraße 12                                          | Eggenstein, Schützenstraße 12 (Karte) |           |              | BW |
|                | Schützenstraße 14                                          | Eggenstein, Schützenstraße 14 (Karte) |           |              | BW |
|                | Wilhelmstraße 22                                           | Eggenstein, Wilhelmstraße 22 (Karte)  |           |              | BW |
|                | Wilhelmstraße 24                                           | Eggenstein, Wilhelmstraße 24 (Karte)  |           |              | BW |

### Leopoldshafen
(Quelle: )
| Bild           | Bezeichnung                           | Lage                                       | Datierung | Beschreibung | ID |
| -------------- | ------------------------------------- | ------------------------------------------ | --------- | ------------ | -- |
| Weitere Bilder | Evangelische Kirche Leopoldshafen     | Leopoldshafen, Tullastraße 10 (Karte)      | 1853      |              |    |
| Weitere Bilder | Heimatmuseum Eggenstein-Leopoldshafen | Leopoldshafen, Leopoldstraße 12 (Karte)    | 1721      |              |    |
|                | Leopoldstraße 7                       | Leopoldshafen, Leopoldstraße 7 (Karte)     |           |              | BW |
|                | Leopoldstraße 8                       | Leopoldshafen, Leopoldstraße 8 (Karte)     |           |              | BW |
|                | Leopoldstraße 13/15                   | Leopoldshafen, Leopoldstraße 13/15 (Karte) |           |              | BW |
|                | Leopoldstraße 43                      | Leopoldshafen, Leopoldstraße 43 (Karte)    |           |              | BW |
|                | Ratsgasse 3+5                         | Leopoldshafen, Ratsgasse 3+5 (Karte)       |           |              | BW |
|                | Ratsgasse 7                           | Leopoldshafen, Ratsgasse 7 (Karte)         |           |              | BW |